# يسرى حلمي
يسرى حلمي (مواليد 3 ديسمبر 1995)، لاعبة تنس طاولة مصرية، مثّلت مصر في دورتي ريو 2016 وطوكيو 2020.

## المشاركة الأولمبية

### ريو 2016
- منافسات الزوجي: خرجت من الدور الأول[3]

### طوكيو 2020
- منافسات الفردي: خرجت من الدور الأول[2]

## روابط خارجية
- يسرى حلمي على موقع منظمة تنس الطاولة العالمي (الإنجليزية)
- يسرى حلمي على موقع اللجنة الأولمبية الدولية (الإنجليزية)
- يسرى حلمي على موقع أوليمبيديا (الإنجليزية)